# Boris Blinov
Boris Blinov (San Pietroburgo, 19 aprile 1909 – Alma-Ata, 13 settembre 1943) è stato un attore sovietico.

## Filmografia parziale

### Attore
- Ciapaiev, regia di Georgij Vasil'ev e Sergej Vasil'ev (1934)
- Podrugi, regia di Leo Arnštam (1935)
- La giovinezza di Massimo (Junost' Maksima), regia di Grigorij Michajlovič Kozincev e Leonid Zacharovič Trauberg (1935)

## Premi
- Artista onorato della RSFSR